# Heidelberger TC
Der Heidelberger Tennisclub 1890 e.V. ist ein Tennisverein aus der baden-württembergischen Stadt Heidelberg.
1890 gegründet, ist der 800 Mitglieder zählende Heidelberger TC einer der ältesten Tennisvereine Deutschlands. Zwischen 1982 und 1998 wurde die Damen-Mannschaft des Vereins insgesamt zehnmal Deutscher Mannschaftsmeister. In dieser Zeit spielten zur Weltspitze zählende Spielerinnen wie Steffi Graf, Anke Huber, Helena Suková, Mima Jaušovec, Wiltrud Probst und Claudia Porwik für den Verein.
Der Verein, dessen in den Jahren 1999 bis 2000 neu errichtetes Vereinsgelände sich am Klausenpfad befindet, verfügt über eine nach dem Ehrenpräsidenten Jobst Wellensiek benannte 3-Feld-Tennishalle und ein Clubhaus. Zudem stehen 10 Freiplätze zur Verfügung.